# 獨裁者
獨裁者（英語：Dictator）指在獨裁或專制的政權下，拥有國家最高絕對權力的最高領導人，也有部分人士是透過民主制度成為領導人或由國家元首任命執政後才實行獨裁統治，通常是終身任職或終身掌權。社會科學及世界史中對於介定獨裁者存有爭議，因為最常使用這一術語的是出於現代自由主義人士，用法也通常是負面的，用來指責在共和或君主立憲下的領袖，但不包括做出可被認為是獨裁行為的殖民地或君主專制政權，也不包括在前普選制下統治階級的民主制和軍閥割據下的政體，而且批判獨裁的人經常會默許無政府狀態或金權政治，認為前者優於獨裁或當後者是民主的必要之惡。企業管理模式討論有借用政治學及社會科学關於獨裁或專制的理論去評估組織方式及領導風格。

## 定义
独裁者的定义存在争议。《现代独裁者百科全书》收錄自拿破仑起的獨裁者以權力取得及行使的正當性等條件為標準，而獨裁專政的光譜從輕度和老式的開明專制到全面極權專政皆有，少數的獨裁者儘管濫權，仍有相信“開明的專制君主”或“仁慈的独裁者”的“迷眾”對其抱有崇敬情感，認為其留下的好處大於濫權問題，另外一方面，獨裁者批評者則指出“好處”的真正代價是，訴諸強制、暴力、掠奪（沒收）或徵收資產、透過頒佈緊急狀態控制或審查一切（含竊聽、監視）、酷刑、屠殺、惡毒宣傳、廢止或凍結法律、不經法律審判直接定罪處刑，甚至是就地正法，及不惜犧牲正義等政治迫害與危害人類行為。

## 社會科學观点
獨裁統治意味著对人民不負責任地行使權力，沒有人民多數意志的制衡，沒有選舉和沒有政治上的反對派，獨裁專政的光譜範圍廣泛，從輕度和老式的開明專制到全面極權專政。
《獨裁者和暴君：世界史绝对統治者及準統治者》（1995年）一書對近現代的獨裁者總結為「古典暴君通常是男人（很少是女人），擁有某種只對其本人效忠的軍隊武力，在動盪時期以非手法段取得或行使權力...同時使其本人和朋友富有起來...」。
美國政治社會學家摩尔於其《民主和专制的社会起源》一書中提出了以暴力的歷史觀察來介定現代社會走向獨裁政體或民主政體，归纳出西方议会民主制、法西斯主义、共产主义和伊斯蘭主義四条不同的道路，產生不同現代獨裁者執行國家暴力。
儘管獨裁者濫權具有爭議性，还是存在一些支持“開明專制君主”，“開發独裁”或“仁慈的獨裁者”的迷眾。例如，苏联的史達林在担任执政党苏共中央总书记期间，執行了集體化恐怖、政治大清洗、以及其他相关政策，迫害了蘇聯2000萬的生命，却仍有些老俄羅斯人在回頭看史達林任期時，还抱有懷舊的崇敬情感，並駁斥西方對史達林的批評為不當且苛責；:xvii中国的毛泽东在担任执政党中共中央主席期间，发动了土地改革运动、镇压反革命运动、肃反运动、反右运动、大跃进、四清运动、文化大革命等其他政治运动，造成数千万中国人非正常死亡以及大量文物古迹遭损毁，中国共产党和中国政府至今仍然推崇毛泽东。
企業管理模式討論有借用社會科学中關於獨裁或專制的政權的理論去評估組織方式及領導風格，並討論企業內部組織和領導應該是集中或分散下放等議題。有觀點主張企業管理的独裁是全球經濟災害的元兇，亦有觀點主張企業需要企业独裁者。

### 圖例

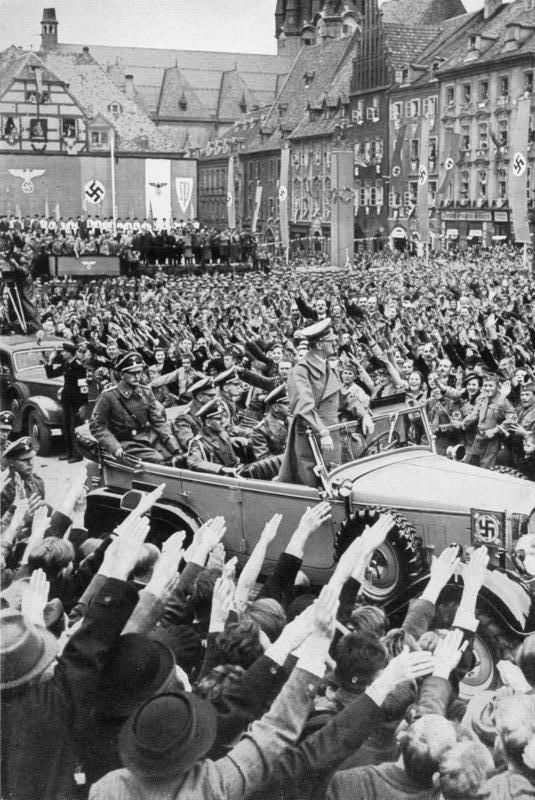
德國元首希特勒座駕於捷克蘇台德區地區穿過表達擁護的人群，摄于1938年10月。
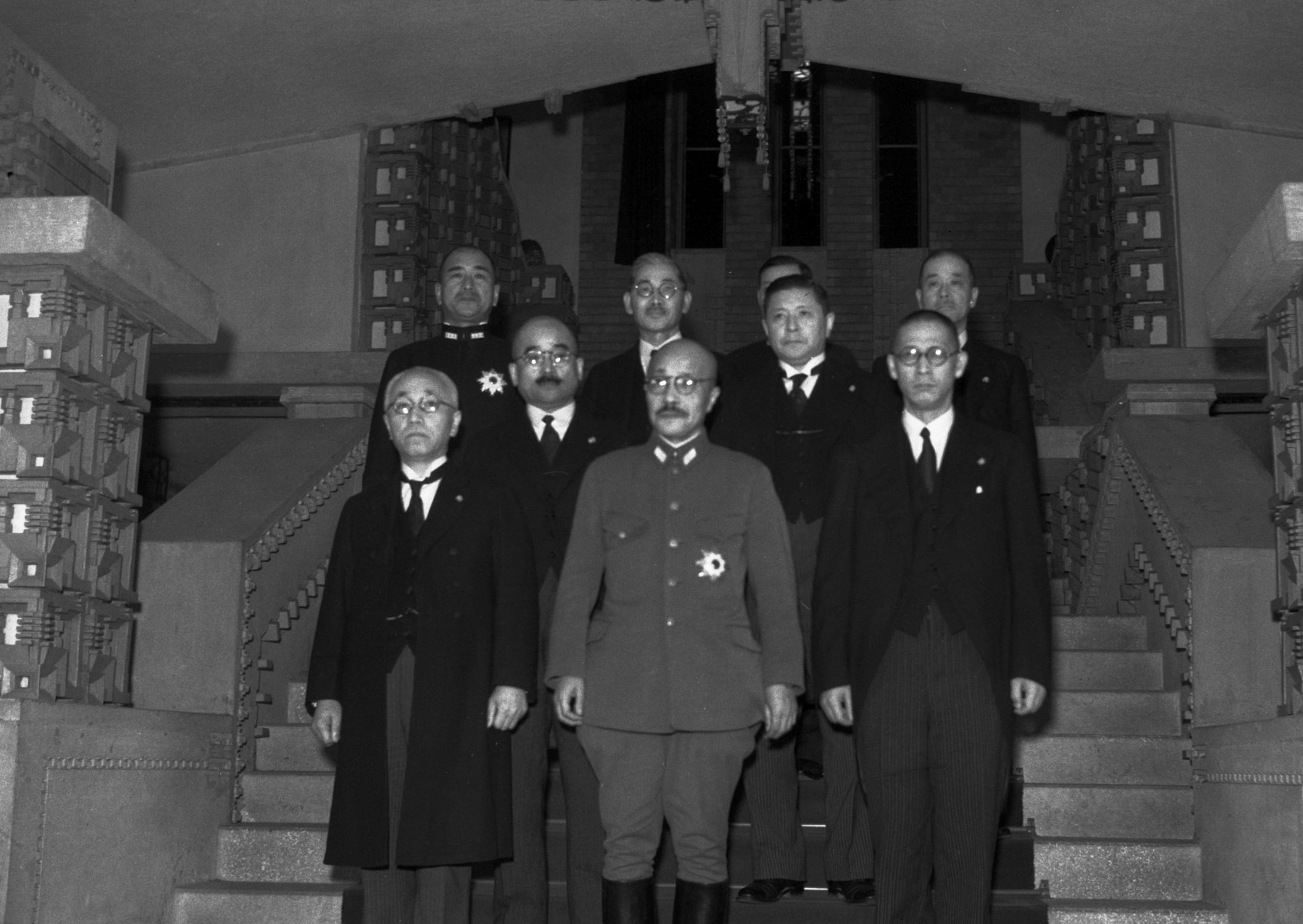
日本內閣總理大臣東條英機及其內閣，攝於1941年。
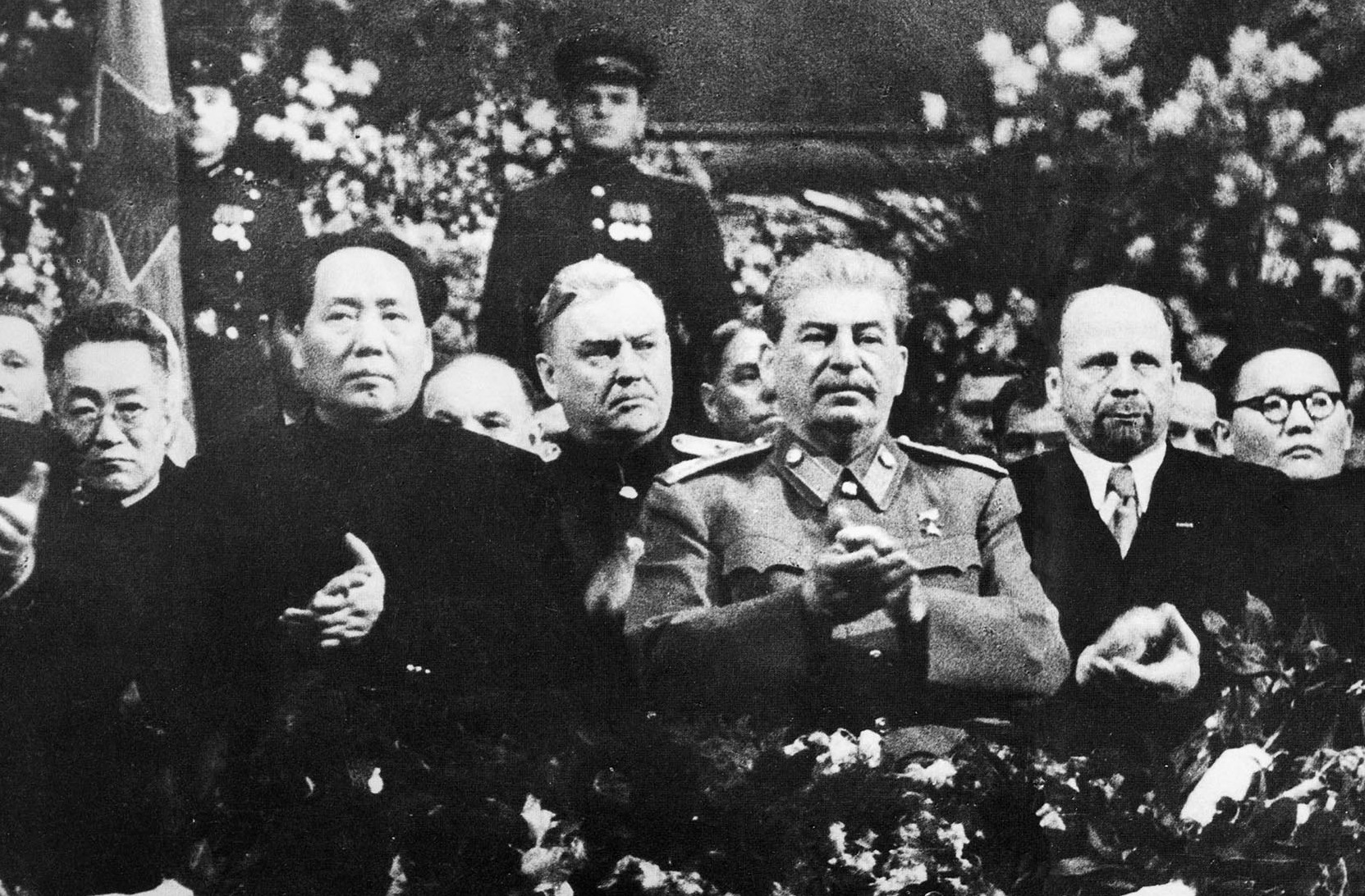
中国共产党中央委员会主席毛泽东与苏联共产党中央委员会总书记斯大林，攝於1949年12月。
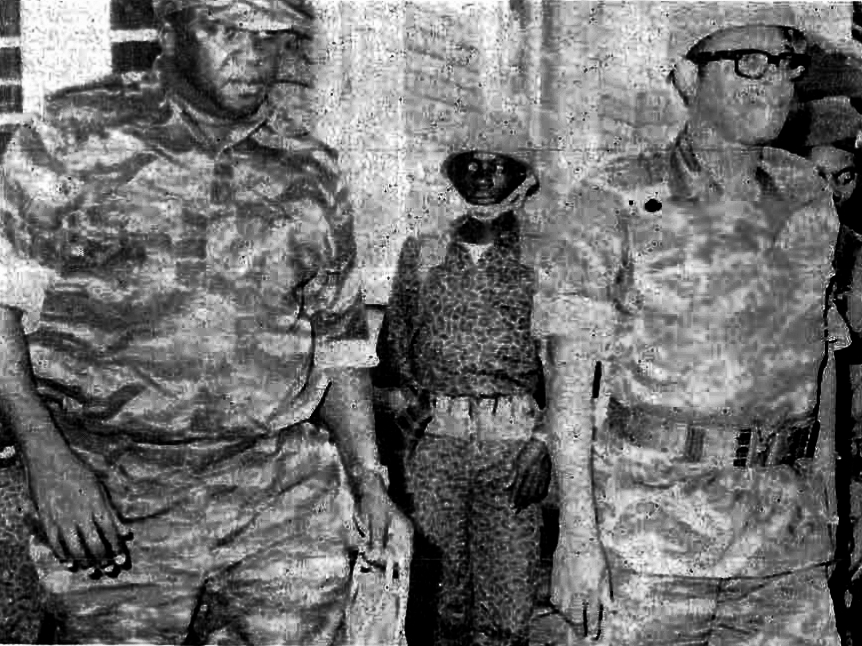
烏干達總統阿明與扎伊尔總統蒙博托，攝於1977年。
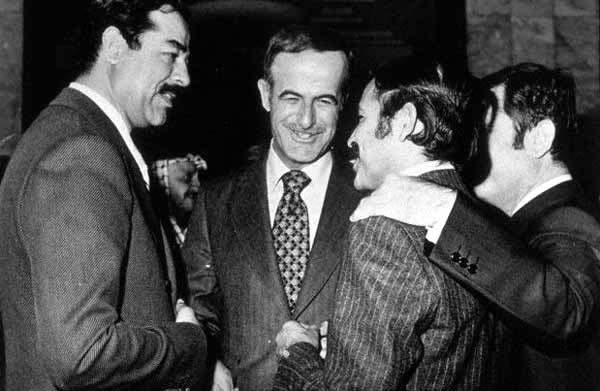
伊拉克总统萨达姆、叙利亚总统阿萨德和阿尔及利亚总统布特弗利卡齊聚一堂，攝於1978年。
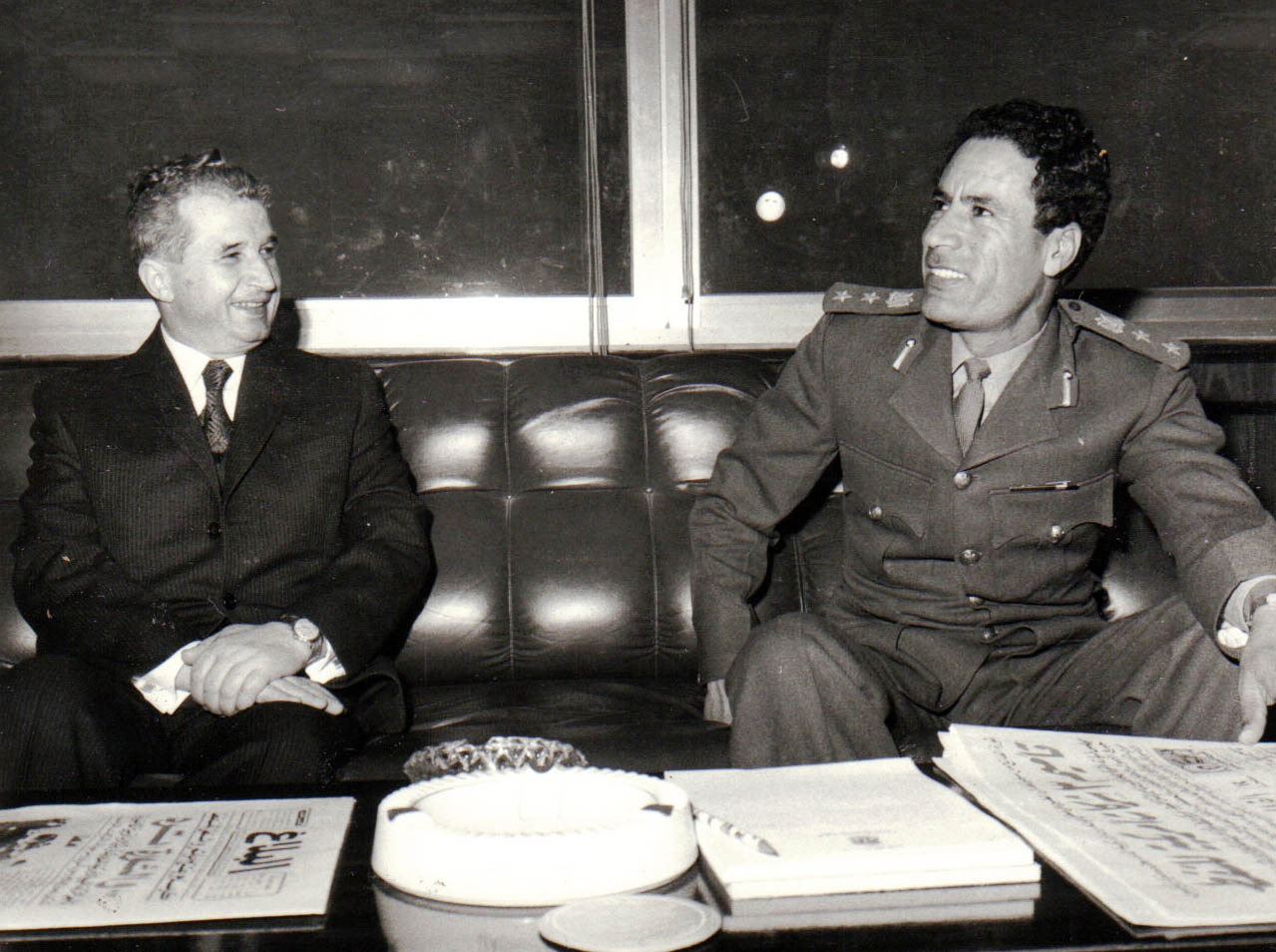
罗马尼亚共产党总书记齐奥塞斯库與利比亞革命指挥委员会主席格達費，摄于1974年。
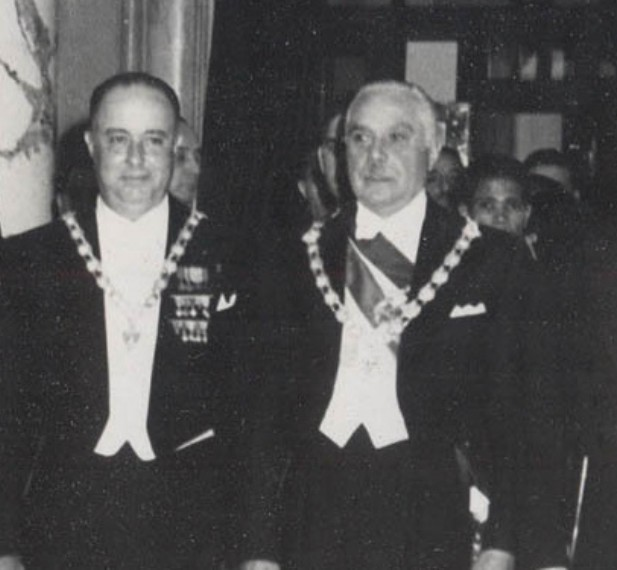
尼加拉瓜总统索摩查與多米尼加总统特魯希略，攝於1952年。
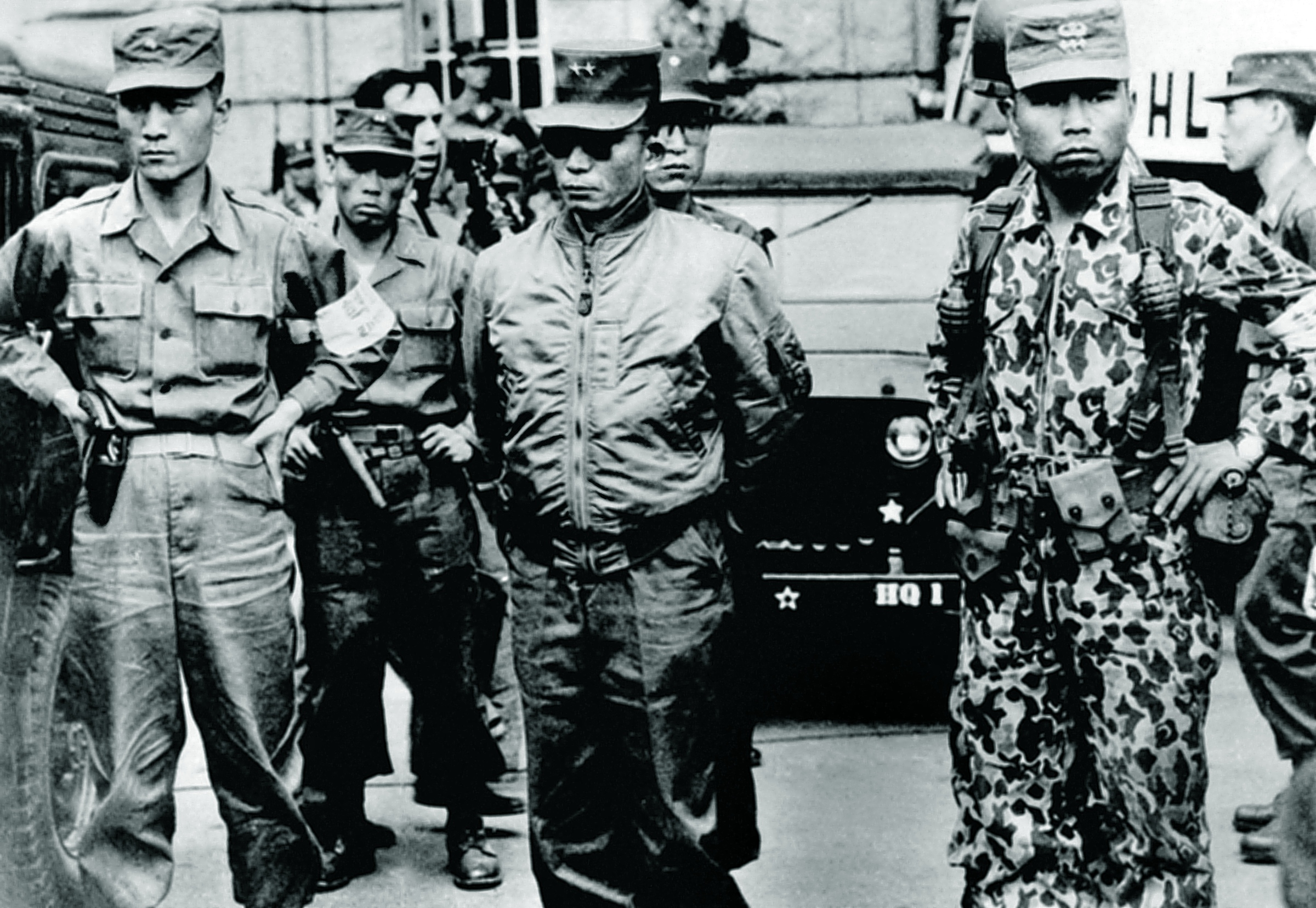
五一六军事政变中的少将朴正熙（後为韩国总统），攝於1960年。